# Johnius glaucus
Johnius glaucus és una espècie de peix de la família dels esciènids i de l'ordre dels perciformes.

## Morfologia
- Els mascles poden assolir 30 cm de longitud total.[4][5]

## Hàbitat
És un peix marí, de clima tropical i demersal que viu fins als 30 m de fondària.

## Distribució geogràfica
Es troba al Pakistan i la costa nord-occidental de l'Índia.

## Ús comercial
Es comercialitza fresc i en salaó.

## Observacions
És inofensiu per als humans.